# Гарднервил Ранчос (Невада)
Гарднервил Ранчос (енгл. Gardnerville Ranchos) насељено је место без административног статуса у америчкој савезној држави Невада.

## Демографија
По попису из 2010. године број становника је 11.312, што је 258 (2,3%) становника више него 2000. године.
| Група             | 2000.         | 2010.         |
| Белци             | 9.653 (87,3%) | 9.117 (80,6%) |
| Афроамериканци    | 30 (0,3%)     | 53 (0,5%)     |
| Азијати           | 111 (1,0%)    | 123 (1,1%)    |
| Хиспаноамериканци | 830 (7,5%)    | 1.444 (12,8%) |
| Укупно            | 11.054        | 11.312        |